# Assunzione della Vergine (Rubens Vienna)
L'Assunzione della Vergine è un dipinto del pittore fiammingo Peter Paul Rubens realizzato nel 1637 e conservato nel Liechtenstein Museum di Vienna in Austria.